# André Maurois

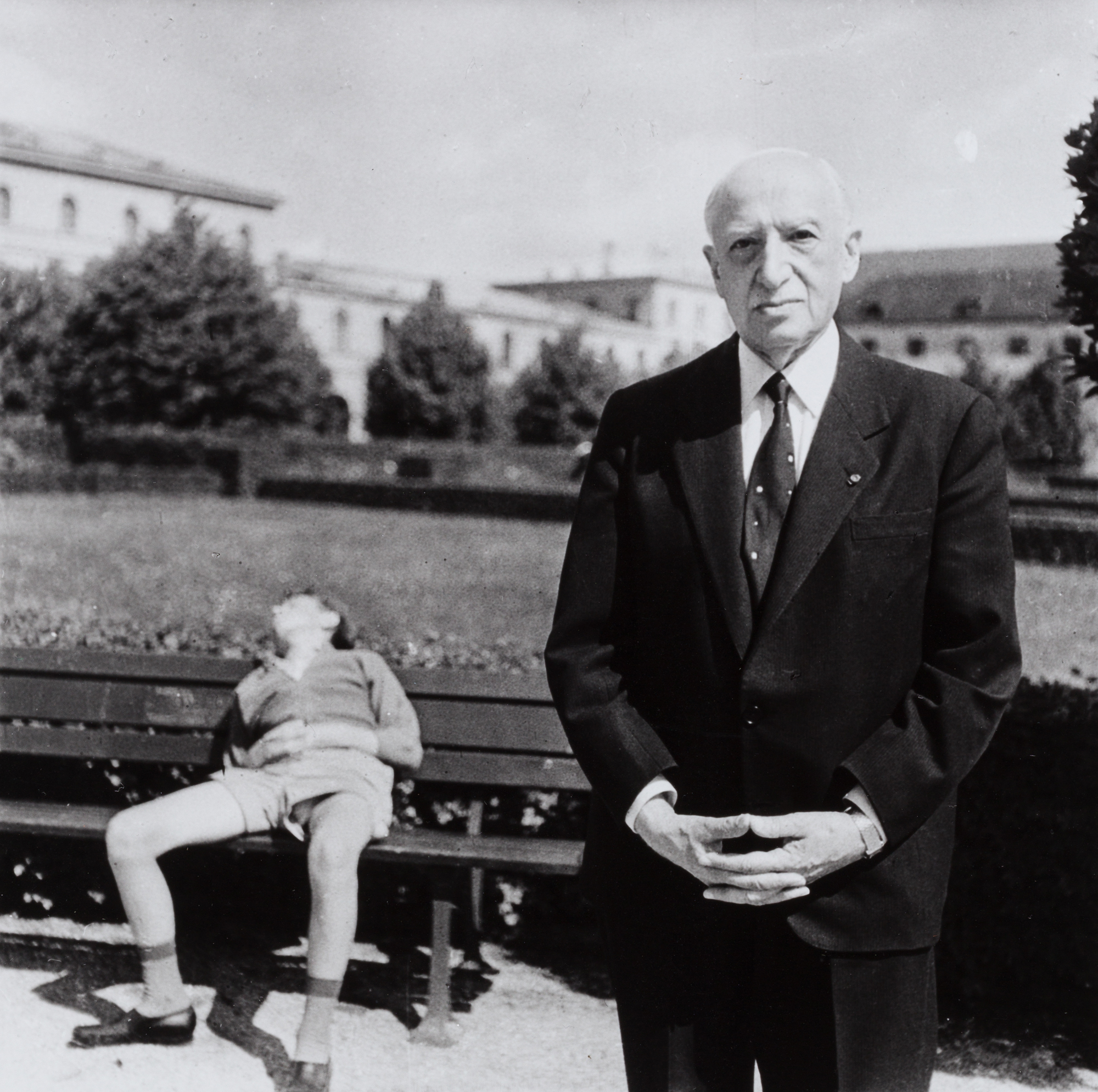
André Maurois im Münchner Hofgarten, Schlafender auf Parkbank im Hintergrund (undatiert)

André Maurois, eigentlich Émile Salomon Wilhelm Herzog (* 26. Juli 1885 in Elbeuf, Département Seine-Maritime; † 9. Oktober 1967 in Neuilly-sur-Seine, Département Hauts-de-Seine), war ein französischer Schriftsteller, Literaturwissenschaftler und Historiker.

## Leben
Émile Herzog stammte aus dem Elsass. Nach seinem Militärdienst im Ersten Weltkrieg setzte der Erbe einer Textilfabrik seine unmittelbaren Erfahrungen in der Nachfolge seines Lehrers, des Philosophen Alain, literarisch um. Er suchte im alltäglichen Leben der Arbeit und des Existenzkampfes die grundlegenden menschlichen Werte. Alains Anregung bestand im Anreiz zum freien Denken, der Sozialismus war ihm ein Mittel zur Verhütung unnötigen Unrechts. André Maurois, wie sich Herzog nannte, entwickelte vor allem in Bernard Quesnay ein Modell des sozialen Fortschritts, das auf das gegenseitige Vertrauen zwischen Arbeitnehmern und Arbeitgebern setzt.
Am 23. Juni 1938 wurde André Maurois als Nachfolger des verstorbenen Literaturhistorikers René Doumic in die Académie française aufgenommen (Fauteuil 26). Weil Maurois jüdisch war, verboten das Vichy-Regime und die deutschen Besatzer im Zweiten Weltkrieg seine Bücher und setzten sie auf die sogenannte „Liste Otto“.
Bezüglich der Entwicklung des einzelnen Menschen betont André Maurois die Wichtigkeit der Kindheitserlebnisse und die entscheidende Zeit der Bewusstwerdung des Menschen. Er wehrt sich aber gegen eine fatalistische Überbewertung dieser Faktoren und spricht sich dafür aus, dass der Mensch selbst für sein Tun, Handeln und Gelingen verantwortlich sein soll (vgl. Le cercle de famille).

## Werke (Auswahl)
Geschichtsbücher
- Deutschland. Geschichte in Bildern („Histoire d’Allemagne“). Kindler, München 1965 (übersetzt von Sigrid Stahlmann).
- England. Geschichte in Bildern („Histoire d'Angleterre“). Kindler, München 1963 (übersetzt durch Peter de Mendelssohn) (früherer Titel Die Geschichte Englands).
- Die Geschichte Amerikas („Histoire des Etats-Unis“). Rascher, Zürich 1947 (übersetzt von Werner Johannes Guggenheim).
- Die Geschichte Frankreichs („Histoire de la France“). Rascher, Zürich 1951 (übersetzt von Christine Fritzsche-Dolgner).
- Die Tragödie Frankreichs („Tragédie en France“, 1941). Rascher, Zürich 1941 (übersetzt durch Walther Weibel).

Biographien
- Ariel oder das Leben Shelleys („Ariel ou la vie de Shelley“). Insel-Verlag, Leipzig 1954.
- Von Proust bis Camus. (= Knaur-Taschenbücher. Band 171).
- Auf den Spuren von Marcel Proust („A la recherche de Marcel Proust“). Suhrkamp, Frankfurt/M. 1982.
- Bernard Quesnay („Bernard Quesnay“). Wegweiser-Verlag, Berlin 1928.
- Don Juan oder das Leben Lord Byrons. Eine Biografie („Don Juan ou la vie de Byron“). Piper, München 1990, ISBN 3-492-11210-2 (früherer Titel Byron).
- Die drei Dumas („Les trois Dumas“). Reclam-Verlag, Leipzig 1979 (Thomas Alexandre Dumas, Alexandre Dumas der Ältere, Alexandre Dumas der Jüngere).
- Das Leben Balzacs. Eine Biografie („Prométhée ou la vie de Honoré de Balzac“). Diogenes Verlag, Zürich 1985, ISBN 3-257-21297-6 (früherer Titel Prometheus oder das Leben Balzacs).
- Benjamin Disraeli, Lord Beaconsfield („La Vie De Disraeli“). S. Fischer Verlag, Berlin 1928.
- Das Leben der George Sand („Leila ou la vie de George Sand“). DTV, München 1995, ISBN 3-423-30456-1 (früherer Titel Dunkle Sehnsucht, das Leben der George Sand).
- Napoleon („Napoléon“). 21. Aufl. Rowohlt, Reinbek 1998, ISBN 3-499-50112-0.
- Olympio, Victor Hugo („Olympio ou la vie de Victor Hugo“). Claassen Verlag, Hamburg 1957.
- Eduard VII. und seine Zeit („Édouard VII et son temps“). Piper, München 1933.
- Ich flüchte mich in mein Herz. Das Leben der Adrienne de La Fayette („Adrienne ou la Vie de Mme de La Fayette“). List, München 1963.

Romane
- Claire oder Land der Verheissung. Roman („Terre promise“). Kindler, München 1963.
- Im Kreis der Familie („Le cercle de famille“). Rascher-Verlag, Zürich 1943.
- Instinkt für das Glück („L'instinct du bonheur“). Piper, München 1934.
- Rosen im September. Roman („Les Roses De Septembre“). Kindler, München 1957.
- Schule für Eheleute. Ein Buch für Eheleute und alle, die es werden wollen („Cours de bonheur conjugal“). Goldmann, München 1955.
- Wandlungen der Liebe („Climats“). List-Verlag, München 1955 (List-Bücher; 58).
- Fragmente einer Weltgeschichte. Veröffentlicht von der Universität Timbuktu im Jahre 2025 („Fragments d'une histoire universelle“). Verlag Europäische Bücherei, Bonn 1948 (übersetzt von Wilhelm Maria Lüsberg).

## Verfilmungen
- Toni Schelkopf, Rainer Geis (Regie). Schule für Eheglück. 1954 (nach dem gleichnamigen Roman).
- Victor Merenda (Regie): Guten Tag, ich bin Ihr Mörder. 1958 (nach dem Roman Sursis pour un vivant).
- Stellio Lorenzi (Regie): Die Nacht und die Versuchung. 1961 (nach dem Roman Wandlungen der Liebe).
- Marcel L’Herbier (Regie): Entente cordial. 1939
- László Benedek (Regie): Thanatos Palace Hotel. 1965 (nach der gleichnamigen Kurzgeschichte, Folge 15 der 3. Staffel von "The Alfred Hitchcock Hour")
- Tom Toelle (Regie): Palace-Hotel. 1969 (nach der Kurzgeschichte Thanatos Palace Hotel).

## Hörspiele in Deutschland, Österreich und der Schweiz
- 1947: Instinkt für's Glück – Regie: Nicht bekannt (Hörbild, Hörspielbearbeitung – RIAS Berlin)
- 1952: Schule für Eheglück (11 Folgen) – Regie: Hans Rosenhauer (Hörspielbearbeitung – NWDR Hamburg)
- 1953: Schule für Eheglück (12 Folgen) – Regie: Otto Ambros (Hörspielbearbeitung – ORF Wien)
- 1955: Schule für Eheglück (6 Folgen) – Regie: Fritz Rémond (Hörspielbearbeitung – HR)
- 1955: Lohn der Tugend – Regie: Ludwig Cremer (Hörspielbearbeitung – NWDR)
- 1957: Eines greift ins andere – Regie: Ludwig Cremer (Original-Hörspiel – WDR)
- 1957: Lohn der Tugend – Regie: Hans Conrad Fischer (Hörspiel – SR)
- 1957: Die Dicken und die Dünnen. Ein Funkspiel – Regie: Hans Rosenhauer (Hörspielbearbeitung, Kurzhörspiel – NDR)
- 1967: Die Zwischenlandung – Regie: Ferry Bauer (Hörspiel – ORF Oberösterreich)
- 1971: Die Biographie – Regie: Ferry Bauer (Hörspiel – ORF Oberösterreich)
- 1978: Schreckmümpfeli: Das Haus – Regie: Rainer zur Linde (Kriminalhörspiel, Kurzhörspiel – DRS)

Quellen: ARD-Hörspieldatenbank, Ö1-Hörspieldatenbank und HörDat, die Hörspieldatenbank